# Скугарь, Владимир Антонович
Владимир Антонович Скугарь (1914—2006) — полковник Советской Армии, участник Великой Отечественной войны, Герой Советского Союза (1944).

## Биография
Владимир Скугарь родился 15 июля 1914 года в деревне Жабыки (ныне — Костюковичский район Могилёвской области Белоруссии). После окончания рабфака работал на заводе в Москве. В 1935 году Скугарь был призван на службу в Рабоче-крестьянскую Красную Армию. В 1938 году он окончил Ейское военно-морское авиационное училище. С начала Великой Отечественной войны — на её фронтах.
К январю 1944 года капитан Владимир Скугарь был заместителем командира эскадрильи 30-го отдельного разведывательного авиаполка ВВС Черноморского флота. К тому времени он совершил 297 боевых вылетов на воздушную разведку и бомбардировку важных объектов противника в его глубоком тылу, нанеся ему большие потери.
Указом Президиума Верховного Совета СССР от 16 мая 1944 года за «образцовое выполнение заданий командования и проявленные при этом мужество и героизм» капитан Владимир Скугарь был удостоен высокого звания Героя Советского Союза с вручением ордена Ленина и медали «Золотая Звезда» за номером 3802.
В 1945 году окончил Высшие офицерские курсы ВВС ВМФ в Моздоке.
После окончания войны Скугарь продолжил службу в Советской Армии. В 1955 году он окончил Военно-морскую академию. В 1961 году в звании полковника Скугарь был уволен в запас. Проживал и работал в Симферополе. Скончался 14 апреля 2006 года, похоронен на кладбище «Абдал» в Симферополе.

## Награды
- Почётный крымчанин (2000)[3]
- Три ордена Красного Знамени
- Два ордена Отечественной войны I степени
- Орден Красной Звезды
- Ряд медалей[1]
- Почётная грамота Президиума Верховной Рады Автономной Республики Крым (1999)[4].

## Память
В честь Скугаря установлены его бюсты в Костюковичах и в посёлке Новофёдоровка Сакского района Крыма.
С 2016 года Муниципальное бюджетное образовательное учреждение "СОШ № 40" г. Симферополя носит имя В.А. Скугаря.
В честь земляка Героя Советского Союза лётчика В. А. Скугаря в Костюковичи установлен памятник-самолёт Су-24М.